# 1966年の日本の女性史
1966年の日本の女性史（1966ねんのにほんのじょせいし）は、1966年（昭和41年）の日本における女性に関するできごとを時系列的に挙げる。参考文献は日本の女性史年表を参照のこと。
本項目は歴史研究としての女性史ではなく、日本における女性に関するできごとをある体系に基づいて述べようとするものではない。

## 1-3月
- 1月22日 第17回自民党大会で自民党婦人憲章草案を採択。
内容は、前文・婦人の立場・民族伝承の任務・婦人の社会性、からなり、婦人が「生命を生み育てる天命をもった民族の伝統者」であることを強調。1969年1月の党大会で「われわれが目ざす社会のすがた」として「母は家庭の光、家庭は国家社会の基礎」とする新憲章を決定。
- 1月27日 八尾市の生活保護世帯の母子、市のケースワーカーに「あんたがたが冷蔵庫をもつのは贅沢」と言われ、心中。
- 1月28日 住友セメント、野沢石綿セメント・東亜セメントの吸収合併の条件として「35歳以上の女子・既婚女子・身体障害者・課長以上・営業部員は採用しない」など提示。
- 1月29-30日 第1回全国家庭教育研究大会、大日本女子社会教育会主催・文部省ほか後援
- 1月- 厚生省、児童館・家庭児童相談室の増設・強化を発表、カギっ子対策として
- 2月7日 労働省婦人少年問題審議会、家族法上の妻の地位に関する意見書を労働大臣に提出、夫婦財産制・協議離婚・離婚後の妻の扶養・妻の相続分・離婚の届出などに関する現行制度の再検討を要望
- 2月11日 全日本婦人連盟、紀元節奉祝建国まつりに参加、日比谷で
- 2月27日 第1回物価メーデー、「お嫁に行けない物価高」のプラカードが話題に
- 2月- 髙島屋、カタリナ社（アメリカ）と提携してカタリナ少女服を発売
- 3月8日 国際婦人デー中央集会、5000人参加、「憲法改悪阻止・安保条約廃棄をめざした」、全国各地でも集会・デモ
- 3月11日 地婦連等7婦人団体、国会議員の歳費値上げ反対と課税に対する要望書を衆参両院議長・各党に提出 3月31日　反対声明発表
- 3月21-22日 第11回はたらく婦人の中央集会、婦人団体連合会（婦団連）中心、賃金・内職・パートなどをテーマに分科会、3000人参加
- 3月23日 婦人団体議会活動連絡委員会、トルコ風呂・ヌードスタジオ・ボウリング場などの規制に関する要望書提出
婦人団体議会活動連絡委員会は、婦人団体国会活動連絡委員会に新たに大学婦人協会が再加入して7団体となり、名称変更したもの。

## 4-6月
- 4月2-4日 第11回はたらく婦人の中央集会、総評・中立労連中心、記念講演「ベトナム戦争と日本の進路」松岡洋子、2000人参加
- 4月8日 明るい革新都政をつくる婦人の集い
- 4月10日 第9回婦選会議、「私たちの一票を生かすには」、都内各所で「子を守り、くらしを守るこの一票」「一票の権利で物価安定平和維持」と書かれたマッチを配る。
- 4月10-16日 第18回婦人週間、「今日における婦人の役割--進展する社会の中で」 4月13-16日 第14回全国婦人会議
- 4月11日 主婦連、厚生大臣に人命尊重の厚生行政を要望、農薬・化学的合成品の毒性に対する取締りや監視機構の充実など。
- 4月17日 婦民創立20周年記念婦人のつどい、詩「焦土から飛び立って二十年、羽繕い羽繕い群れ飛ぶ不死鳥」をバックに1000人参加
- 4月18日 平塚らいてう等、ベトナム話し合いの会結成　5月10日 「全日本婦人へのうったえ」発表 7月22日 佐藤首相にベトナム戦争への協力をやめるよう要望
- 4月18日 お父さんの生命を守る主婦の春闘決起大会、総評主婦の会・春闘共闘委員会主催、700人参加
- 4月18日 蛸島彰子、将棋界初の女流プロ初段に、20歳、後に初代女流名人
- 4月- 大阪府、女子工員専用の定時制高校を開設
- 4月-テレビ番組おはなはん放送開始、平均視聴率50％
- 5月1日 初の女性家畜防疫官誕生、武山球子
- 5月10日 島根県地婦連、子宮ガン検診車"しあわせ号"の巡回開始
- 5月17日 子どもを守る世界会議日本準備会、平塚らいてう・羽仁説子ら呼びかけ
- 5月30日 山種証券女子社員、30歳定年制で解雇されたが、翌1967年7月 解雇撤回させ、原職に復帰。
- 5月31日 大阪地方裁判所、主婦の家事労働の経済的評価に際し、女子労働者の平均賃金を算定基準とする判決
- 5月31日 中国婦人をお招きする会結成、歓迎準備中に分裂、日中友好協会（正統本部）が一切の行事を進行 12月7日 代表団来日
- 5月- 全国教育女性連盟、中村梅吉文部大臣に保育休職の制度化についての要望書提出
- 5月- 東京・北区にコインランドリー第1号が登場、利用者の3分の2は女性
- 5月- 資生堂、夏用化粧品「ビューティーケイク」を発売、モデルの前田美波里のポスターが話題に
- 6月1日 名古屋市、留守家庭児童会を開設、4ヶ所
- 6月6日 日教組第32回定期大会で有給・原職復帰・選択制の3原則に基づく育児休暇法制化方針を決定
- 6月14日 衆参両院婦人議員有志、トルコ風呂の個室を一掃するよう申し入れ。
- 6月27日 労働省、家内労働審議会を設置
- 6月- 全繊同盟（現・UIゼンセン同盟）、暗い印象を残す「女工」の呼び名を廃し「女子社員」「女子従業員」に改めるよう全国のマスコミ経営者に要請文送る。

## 7-9月
- 7月1日 婦人団体議会活動連絡委員会、米価の不明朗な政治加算を排するなどの要望書提出。 7月7日 主婦連も 7月27日 消費科学連合会も
- 7月7-8日 総評主婦の会定期大会「お父さんの生命を守るための反合理化運動を」「内職なしで暮らせる大幅賃上げを」「保育所増設」など決議
- 7月18-21日 婦人労働者の諸問題に関する国際労働組合諮問委員会第1回総会、ソフィアで。日本など31ヶ国参加
- 7月26日 性病予防法一部改正、婚姻時の梅毒血液検査を義務化
- 8月17日 主婦連、ユリア樹脂の93％からホルマリンを検出したと発表、販売中止を要望
- 8月15日 総評、第12回日本母親大会不参加を指令 8月18日 日教組も
- 8月21-22日 第12回日本母親大会、「ベトナム戦争反対」などの宣言採択、1万5000人参加、総評・社会党系婦人団体不参加で開催、だが参加者記録最高
- 8月-9月 労働省婦人少年局、農村出稼ぎ者と留守家族の連絡をとる活動実施、この期間中、農村出稼ぎ者家庭問題懇談会開催
- 9月6日 大阪府教職員組合（大阪教組） 婦人部、府教育委員会に育児休職問題で陳情
- 9月16日 主婦連、政府に消費者米価値上げ反対・住宅問題などで申入れ
- 9月18日 ボーヴォワール、サルトルと共に来日、講演ならびに各界婦人と交流

## 10-12月
- 10月1日 ベトナム反戦大阪婦人集会、総評大阪地方評議会主催、風船デモ、4000人参加
- 10月15日 労働省、ホームヘルパーを10倍の5000人に増員する3ヶ年計画発表
- 10月29日 主要都市で、太平洋戦争中の政府接収ダイヤモンドの第1回売出し。約2万5000個・1万4000カラット。市価の半値以下に買い手殺到。なおこの年、ダイヤモンドの輸入額が100億円を突破。
- 10月31日 中央教育審議会、"期待される人間像"も含め「後期中等教育拡充整備について」答申、女子に対する教育的配慮の項目で女子の特性を強調
- 11月2日 三池主婦会、1963年の炭じん爆発事故への会社側の事後処理に抗議して、一酸化炭素中毒患者家族と三井三池三川鉱に座込み 1967年1月30日 労災病院に座込み 1967年7月14日 一酸化炭素中毒患者家族、三川鉱坑底に座込み
- 11月7日 婦人の著作者・出版社員・図書館員などによる「本と婦人の会」結成
- 11月8-10日 母子衛生家族計画全国大会開催、従来の家族計画普及全国大会と全国母子衛生大会を統一
家族計画普及全国大会は民間団体である日本家族計画連盟の主催で1956年から開催され、全国母子衛生大会は厚生省の主催で1957年から開催されてきたもの。
- 11月14日 労働省婦人少年問題審議会「中高年婦人の労働力活用に関する建議書」を政府に提出
- 11月15日 熊本大学、入学試験要項に「女子が薬学部製薬学科を第一志望とすることは好ましくない」と明記を決定、九州大学・富山大学も女子の入学制限実施を決める。女子同窓生の反対運動始まる。
4月30日 熊本大学柳本武学長、「激増する薬学科女子入学者の制限策を考えたい」と発表
- 11月20日 新婦人、中国問題をめぐって対立。文化大革命を支持する中島千代・板倉澄子等4人は新婦人を脱退。
- 12月7-8日 第12回全国農協婦人大会、「農村の主婦のからだは過労の限界にきている」と農夫症の実態について警告
- 12月16日 腐敗政治粛正・政治資金に関し5政党にきく婦人集会、婦人団体議会活動連絡委員会主催、1000人参加

## この年
- 婦人少年局、全国316の出稼ぎ家庭を対象に農村出稼ぎ者の妻の生活と意識について調査、9月14日 報告書、半数の妻達が「やめてもらいたいがやめられない」と回答
- NOW（National Organization for Women）、全米女性機構発足、ベティ・フリーダン（Betty Friedan）が中心
- 労働省「製造業における女子パートタイム雇用個人調査」、パートの割合、35～39歳27.1%、40～44歳20.9%
- 労働省「既婚女子労働者に関する調査」、女子労働者総数のうち既婚者の割合は39％、職業別では単純労働者の70％が既婚者
- 最高裁「離婚関係事件全国家裁調査」結果発表、全国の家庭裁判所が1ヶ月間に扱った1782件の調査、離婚の訴えは妻から69.8%、夫から30.2%
- 内閣官房「家庭生活意識に関する世論調査」結果発表、嫁・姑問題、隣組問題に代わって、女性の社会進出や親子の同居が家庭生活の新たな課題に